# Folle avoine
Avena fatua
Pour les articles homonymes, voir Folle avoine (homonymie).
Espèce
Classification phylogénétique
Statut de conservation UICN

 LC  : Préoccupation mineure
La folle-avoine (Avena fatua) est une espèce de plantes monocotylédones de la famille des Poaceae (Gramineae), originaire d'Eurasie.
Avena fatua est une plante herbacée annuelle qui s'est répandue et naturalisée dans toutes les régions de cultures de céréales du monde. C'est une des principales adventices des grandes cultures.
Des populations de folle avoine ont été signalées depuis 1985 comme résistantes à diverses classes d'herbicides dans de nombreux pays.

## Taxinomie
Avena fatua fut décrite par Linné  et publiée dans son Species plantarum 1: 80. en 1753.

### Étymologie
Le nom générique, « Avena », est un substantif féminin latin (ǎvēna, -ae), déjà utilisé notamment par Virgile dans les Géorgiques (1, 77 et 164) pour désigner ce genre de graminées.
L'épithète spécifique, « fatua » est un adjectif latin (fātǔus, -a, -um) qui signifie « insensé, extravagant, fou ».

### Noms vernaculaires
En français, la folle avoine est également appelée avoine sauvage, averon, coquiole, havenon.

### Synonymes
Selon Catalogue of Life (26 juin 2016)et selon INPN :
- Anatherum avenaceum Hack.,
- Anelytrum avenaceum Hack., 1916,
- Avena ambigua Schoenb., pro syn.,
- Avena cultiformis (Malzev) Malzev,
- Avena fatua var. glabrata Peterm., 1841,
- Avena fatua var. glabrescens Coss. & Durieu, 1855,
- Avena fatua var. pilosissima Gray, 1821,5)
- Avena fatua var. vilis (Wallr.) Hausskn., 1894,
- Avena hybrida Peterm.,
- Avena intermedia Lindgr., nom. illeg.,
- Avena intermedia T.Lestib.,
- Avena japonica Steud.,
- Avena lanuginosa Gilib., opus utique oppr.,
- Avena meridionalis (Malzev) Roshev.,
- Avena nigra Wallr., 1840,
- Avena occidentalis Durieu,
- Avena patens St.-Lag., 1889,
- Avena petermannii (Thell.) Domin,
- Avena pilosa Scop., nom. superfl.,
- Avena sativa subsp. fatua (L.) Thell., 1912,
- Avena sativa var. fatua (L.) Fiori,
- Avena sativa var. sericea Hook.f.,
- Avena septentrionalis Malzev,
- Avena sterilis Delile ex Boiss., pro syn.,
- Avena sterilis subsp. fatua (L.) Bonnier & Layens, 1894,
- Avena vilis Wallr., 1840.

## Description
Avena fatua est une plante herbacée annuelle au port dressé pouvant atteindre de 30 à 250 cm de haut. 
Les tiges, dressées ou géniculées ascendantes, portent de trois à six nœuds..
Les feuilles caulinaires ont un limbe vert foncé, relativement large, de 10 à 45 cm de long sur 3 à 15 mm de large. La ligule est une membrane ciliée de 4 à 6 mm de haut.

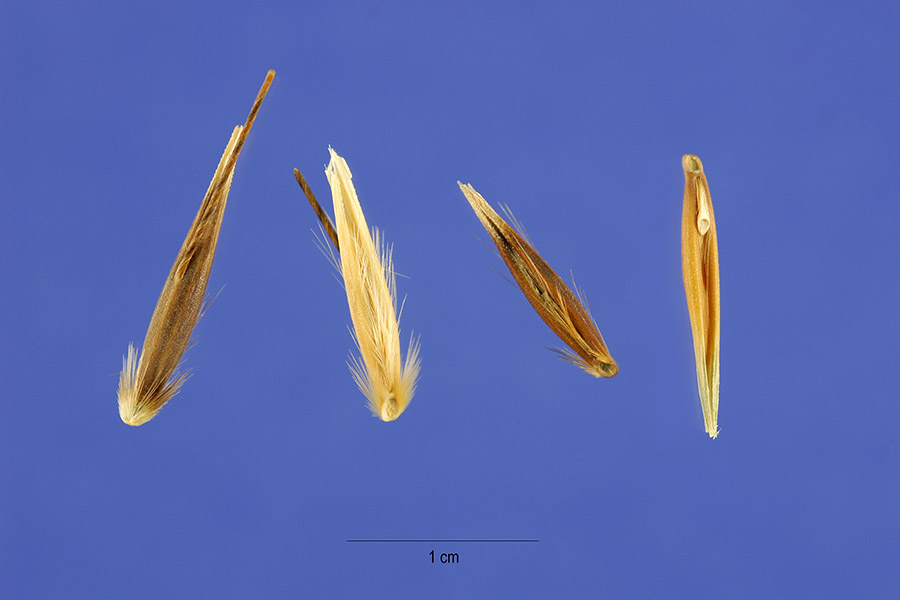
Semences.
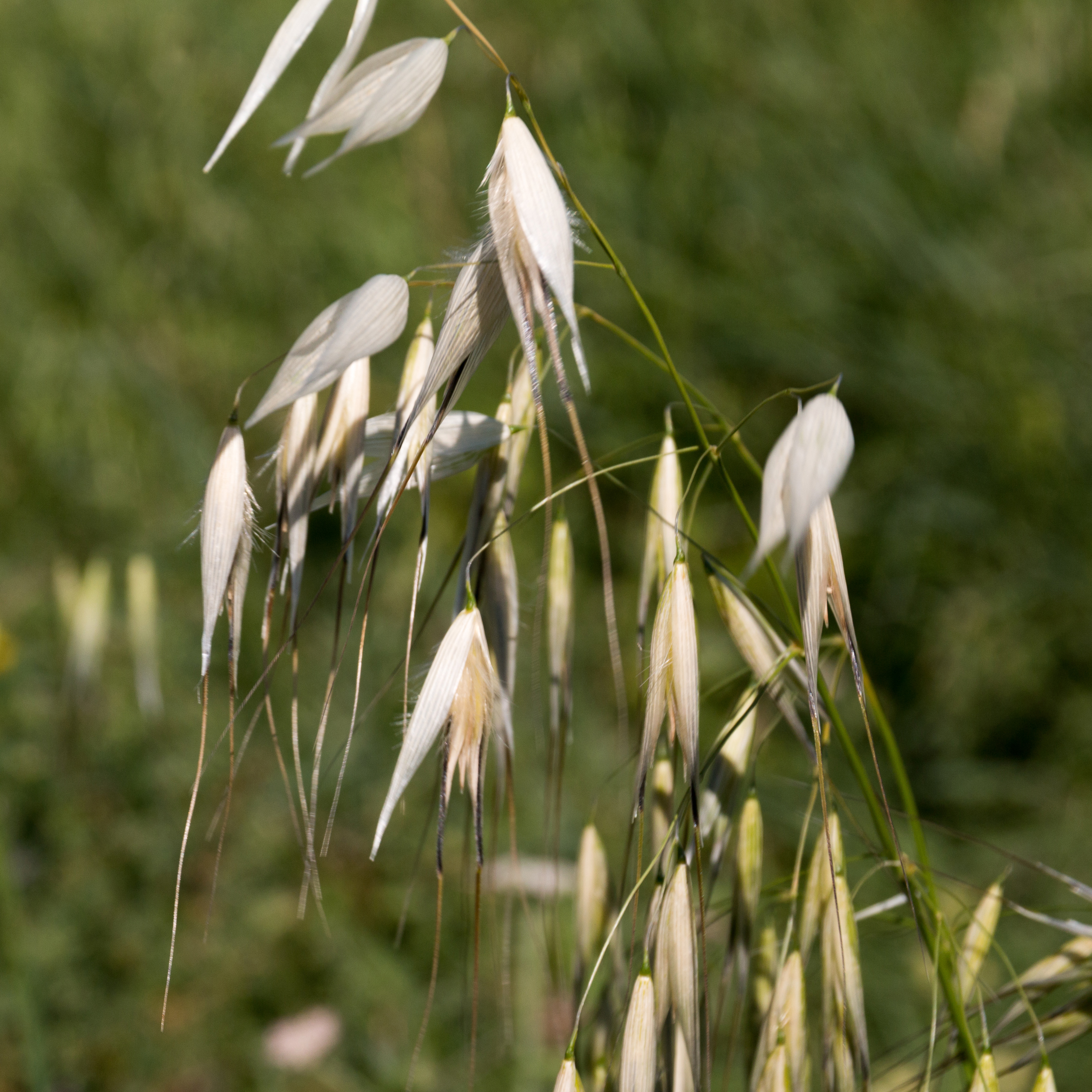
Panicule.
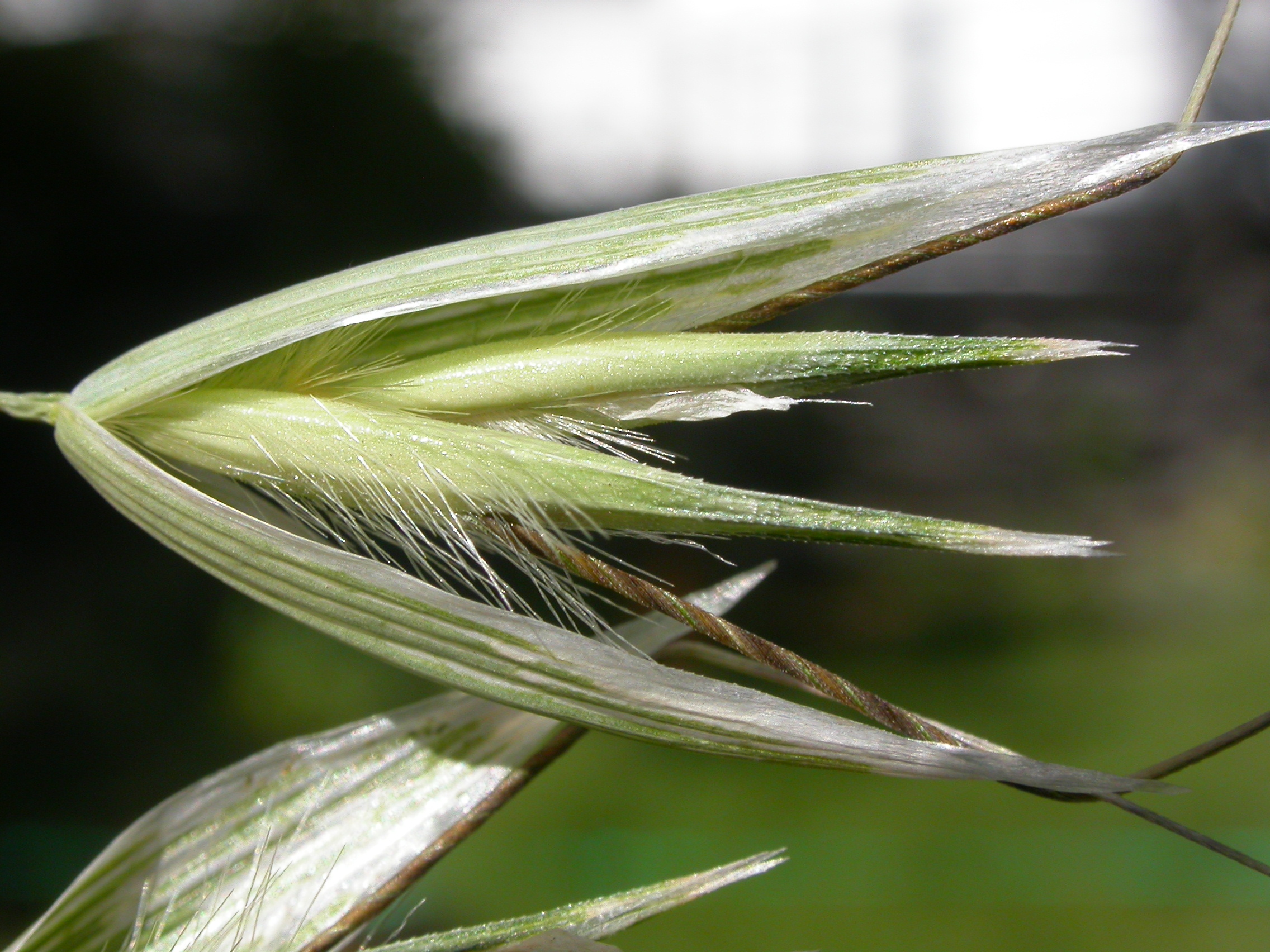
Épillet.
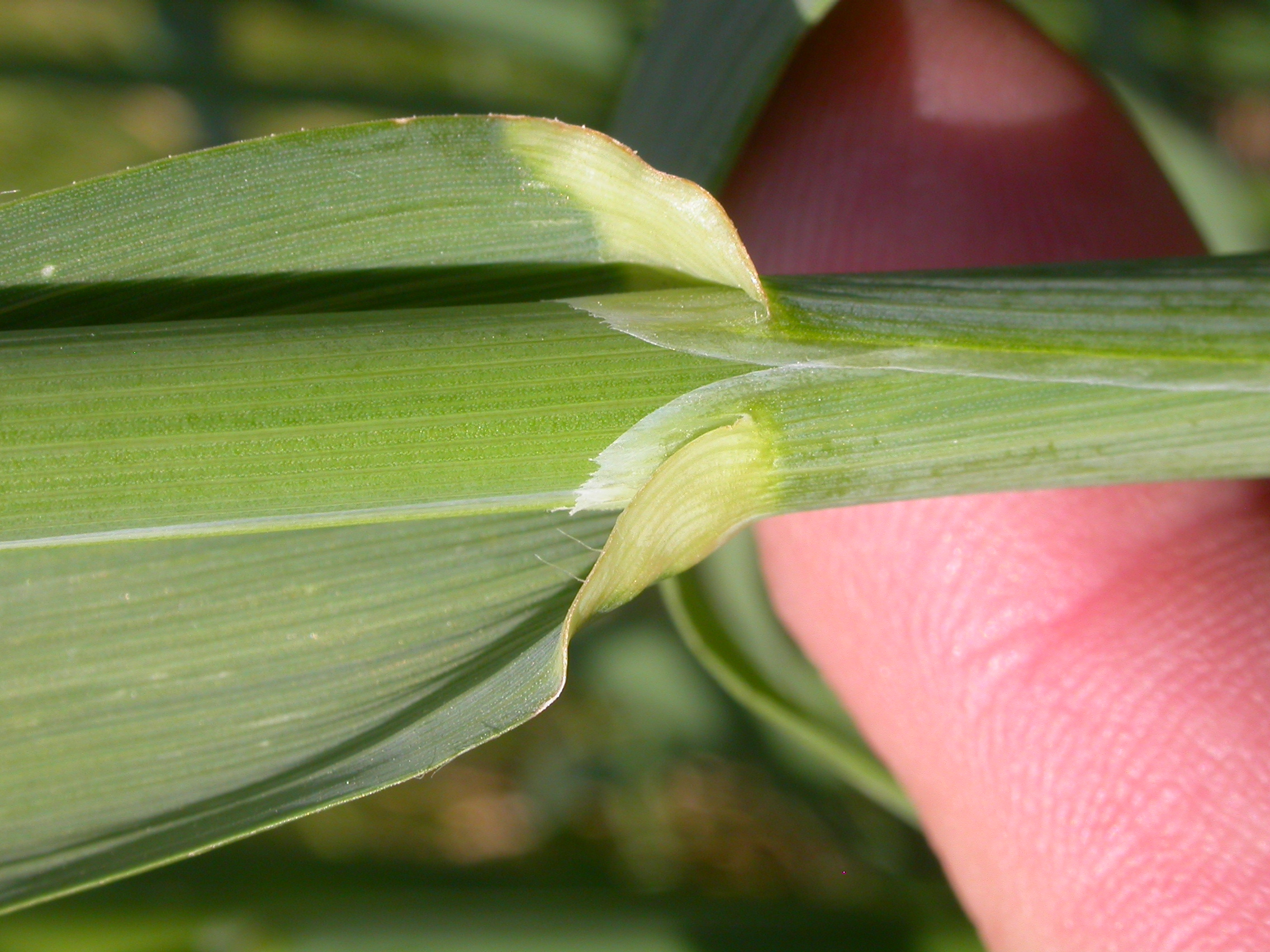
Ligule.

L'inflorescence est une panicule, lâche, ouverte, pyramidale, de 10 à 40 cm de long sur 5 à 20 cm de large, composée d'épillets retombants, solitaires. 
Les épillets fertiles sont portés par un long pédicelle filiforme.
Ils comptent deux à trois fleurons fertiles.
Les glumes persistantes, sont semblables entre elles, même longueur de 18 à 28 mm, même forme lancéolée à apex acuminé, et dépassent le sommet des fleurons (elles sont plus longues que les glumelles).
La glumelle inférieure des fleurons porte une arête dorsale coudée, torsadée à la base, de plus de 25 mm de long.
Les fleurons comptent trois étamines, aux anthères de 3 mm de long. L'ovaire est pubescent.
Chaque fleuron présente à la base une cicatrice d'abscission ovale, ce qui permet la séparation à maturité d'un propagule (semence) constitué du caryopse avec ses glumelles, les glumes restant sur la plante.
Le fruit est un caryopse velu, de 6 à 8 mm de long, aux glumelles adhérentes.
Risque de confusionAvena fatua se confond facilement avec Avena sterilis (Avena sterilis ssp. sterilis, Avena sterilis ssp. ludoviciana), avec laquelle elle pousse souvent en mélange dans les champs,. Avena fatua est présente au nord de la France, Avena sterilis colonise le sud mais aussi la façade atlantique, jusqu'au sud de la Bretagne.
Génétique
Avena fatua est une espèce allohexaploïde dont le nombre de chromosomes est égal à 2n = 6x =42, avec un nombre chromosomique de base égal à 7.
Le génome de type AACCDD est similaire à celui d' Avena sterilis et d'Avena sativa, l'avoine cultivée.
La folle avoine est considérée comme une source potentielle de gènes en vue d'améliorer l'avoine cultivée. Elle possède notamment des gènes de tolérance au virus de la jaunisse nanisante de l'orge (BYDV), de résistance au léma à pieds noirs (Oulema melanopus) et de résistance à la rouille noire de l'avoine (Puccinia graminis f. sp. avenae). Elle présente aussi un potentiel d'amélioration de la teneur en protéines du gruau d'avoine et de leur composition en acides aminés.

## Répartition et habitat

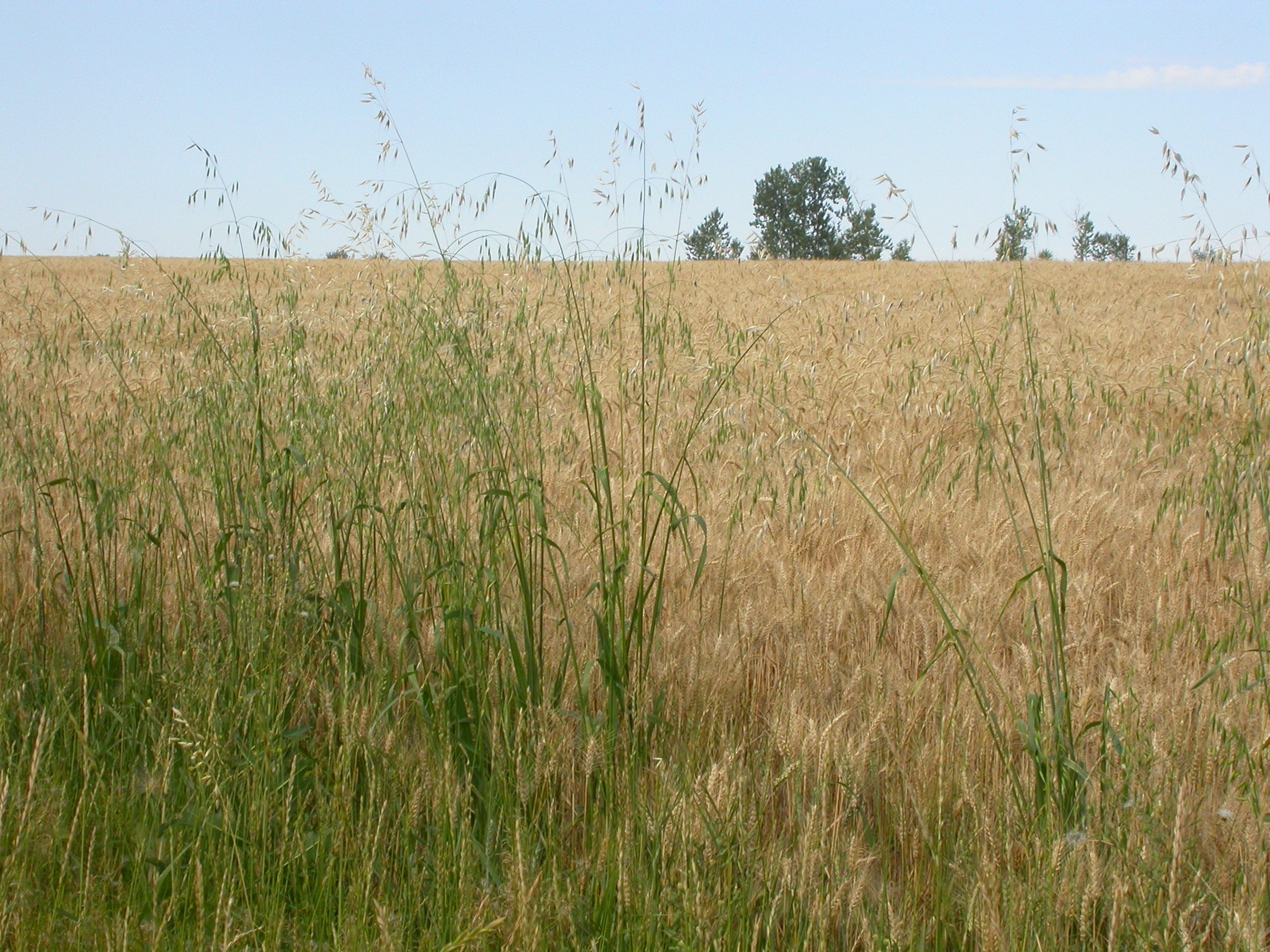
Folle avoine en bordure d'un champ de blé.

L'aire de répartition de la folle avoine est quasi-cosmopolite, s'étendant dans tous les continents : en Europe, en Afrique et en Macaronésie, en Asie tempérée (de la Sibérie et de l'Extrême-Orient russe à l'Asie occidentale et la péninsule arabique, y compris le Caucase et la Chine), en Asie tropicale (Inde et Malaisie), en Australasie (Australie et Nouvelle-Zélande), dans la zone Pacifique, en Amérique du Nord, en Amérique du Sud, ainsi qu'en Amérique centrale et dans les Caraïbes, et dans les îles sub-antarctiques.
Avena fatua est omniprésente dans les cultures annuelles dans les régions de climat tempéré, y compris dans les régions semi-arides, et dans une large gamme de sols. 	
Une étude réalisée dans les années 1970 à 2000 a montré que le climat avait peu d'influence sur la répartition d'Avena fatua dans les Prairies canadiennes.

### bibliographie
- Mclntyre, G. I., Cessna, A. J., & Hsiao, A. I. (1996). Seed dormancy in Avena fatua: Interacting effects of nitrate, water and seed coat injury. Physiologia Plantarum, 97(2), 291-302 (https://onlinelibrary.wiley.com/doi/abs/10.1034/j.1399-3054.1996.970212.x résumé]).